# Абд аль-Азіз ібн-Муса
Абд аль-Азіз ібн-Муса (араб. عبد العزيز بن موسى, д/н —716) — 2-й арабський валі (намісник) Аль-Андалуса у 714-716 роках.

## Життєпис
Син Муси ібн-Нусайра, валі Іфрикії. Про дату народження відсутні відомості. Перші відомості про Абд аль-Азіза відносяться до 711 року, коли він разом з батьком висадився на Піренейському півострові. Брав участь у здобутті Севільї та Медіни-Сидонії.
У 712 році дістав доручення батька придушити повстання в Севільї. У 713 році воював з Теододеміром, дуксом Мурсії. Завдав останньому низку поразок, змусивши визнати владу Омейядського халіфату. При цьому погодився не руйнувати церкви й не грабувати прибережні міста Малагу, Аліканте. Потім зайняв міста Сантарен та Коїмбру.
У 714 році після залишення Піренеїв мусою ібн-Нусайром, Абд-аль-Азіза призначено новим валі Аль-Андалуса. Переміг короля Агілу II, проте не рушив на підкорення Септиманії. Тоді ж оженився на Егілон, удові загиблого короля Родеріха, яка перейшла в мусульманство, прийнявши ім'я Умм-Асім. Цим започаткував практику шлюбів між арабськими (берберськими) військовиками та намісниками Аль-Андалуса з вестготськими аристократками.
У 716 року зайняв Лісабон.
Під впливом дружини Абд аль-Азіз став носити корону й змусив підлеглих кланятися йому та надавати шану відповідно до вестготського ритуалу. Усе це призвело до чуток, що валі прийняв християнство й має намір стати незалежним. Тому новий халіф Сулейман наказав таємно вбити Абд аль-Азіза. Змовники на чолі з Хабібом ібн-Абі Убайдою аль-Фіхрі виконали цей наказ 716 року у колишньому монастирі Санта-Руфіна перетвореного на мечеть.
Наступником на посаді валі став двоюрідний брат вбитого — Айюб ібн-Хабіб аль-Лахмі, що брав участь у змові.